# Григоровка (Белоцерковский район)
Григоровка (укр. Григорівка) — село, входит в Белоцерковский район Киевской области Украины.
Население по переписи 2001 года составляло 137 человек. Почтовый индекс — 09814. Телефонный код — 4560. Занимает площадь 0,842 км². Код КОАТУУ — 3224688202.

## Местный совет
09814, Київська обл., Тетіївський р-н, с.Черепин